# Sint-Martinuskerk (Velddriel)
De Sint-Martinuskerk is de voormalige parochiekerk van Velddriel, gelegen aan Voorstraat 102.

## Geschiedenis
Een in 1858 gebouwde kerk, gelegen aan Voorstraat 69, werd in 1944 door oorlogsgeweld verwoest. Dit bouwwerk werd, evenals de voormalige jongensschool aan Voorstraat 70-72, ontworpen door Hendrik Jacobus van Tulder.
In 1945 werd een noodkerk in gebruik genomen, gelegen aan Voorstraat 69. Toen in 1953 de definitieve kerk gereed kwam werd de noodkerk ontruimd. Deze ging vervolgens dienst doen als dorpshuis.
De huidige dorpskerk is een ontwerp van Jos Schijvens. Deze driebeukige bakstenen kerk, in traditionalistische vormgeving, werd gebouwd als christocentrische kerk en volgens de principes van de Bossche School. Kenmerkend is de vieringtoren boven het altaar: een lage, vierkante toren met kantelen en bekroond door een vierzijdig open lantaarntje met knopspits. De ingangsgevel heeft een fronton en wordt geflankeerd door een vierkante doopkapel. Het ingangsportaal heeft drie ronde bogen en wordt ondersteund door twee kolommen. In 1962 werd een vrijstaande toren bijgebouwd.
In 2016 kwamen berichten dat de kerk zou worden gesloten. Daartegen werd geprotesteerd, maar in 2017 werd de kerk niettemin te koop gezet.